# Stoptonend sein

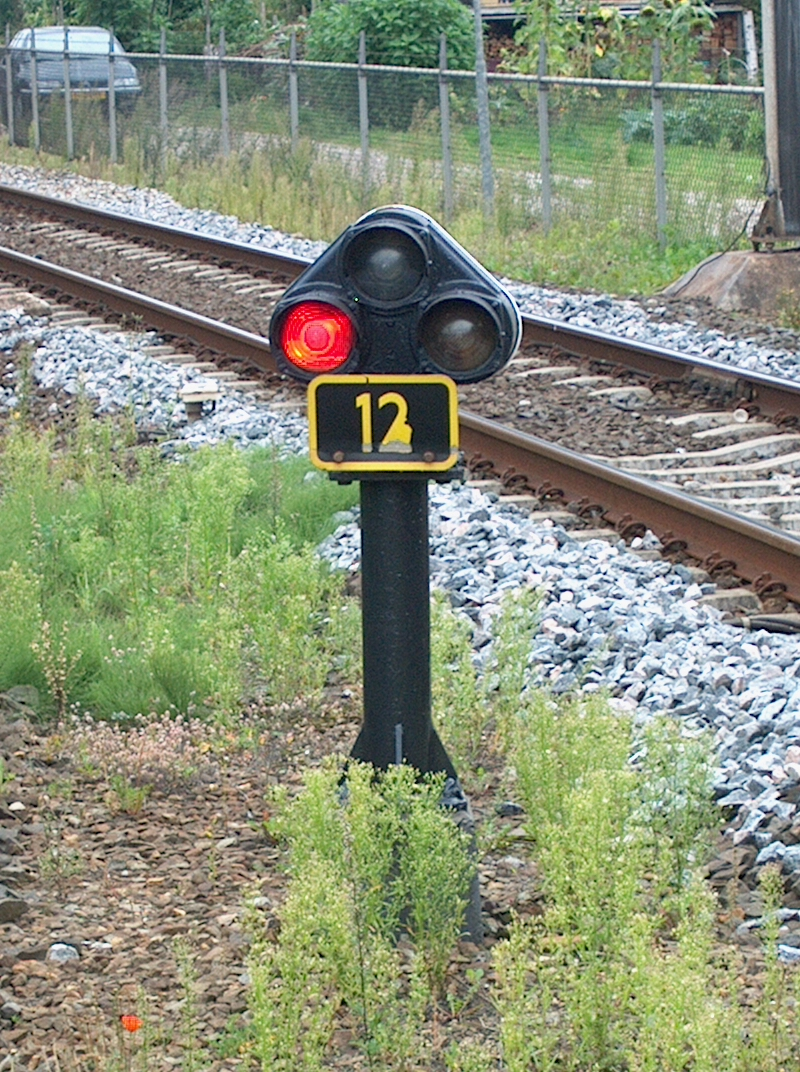
Stoptonend sein, hier een laag geplaatst sein (dwergsein) bij station Obdam

Een stoptonend sein (STS) is een Nederlandse term voor een spoorwegsein dat aan de treinbestuurder of machinist aangeeft dat hij een bepaald punt niet mag passeren. In België spreekt men wel van een gesloten sein.
Het stoptonende sein kan een rood lichtsein zijn, maar het kan ook een bord of een vlag zijn. Als iemand naar de trein zwaait, kennelijk om de machinist voor gevaar te waarschuwen, geldt dat ook als een stoptonend sein.

## STS-passage
Een STS-passage is de formele term voor het ongeoorloofd passeren van een stoptonend sein of een gesloten sein. De veelgebruikte Engelse term is SPAD (signal passed at danger). In een aantal gevallen is het geoorloofd om een stoptonend sein te passeren.

## Regels voor stoptonende seinen in Nederland
Als gevolg van een storing kan het zijn dat één of zelfs meer opeenvolgende seinen een rood licht blijven uitstralen. Om de treindienst niet te veel te ontregelen zijn er regels om in dit soort gevallen treinen toch (langzaam) te kunnen laten rijden. In Nederland is er bij deze regels een onderscheid tussen permissieve lichtseinen en andere lichtseinen.
Een permissief sein of P-sein is voorzien van een bord waarop de letter P is afgebeeld. Een stoptonend permissief sein mag worden gepasseerd als de treindienstleider de machinist daartoe toestemming geeft of als de machinist geen contact kan krijgen met de treindienstleider. De machinist mag dan ook alle daaropvolgende stoptonende "P-seinen" passeren. Na het passeren van een stoptonend sein moet de machinist of treinbestuurder te allen tijde 'op zicht' rijden, wat betekent dat hij moet kunnen stoppen binnen de afstand waarop de spoorbaan is te overzien, voor elke belemmering en hij moet er rekening mee houden dat bewaakte overwegen niet of niet goed functioneren.
P-seinen worden alleen toegepast bij blokstelsels. Het op zicht doorrijden na een stoptonend P-sein wordt toegelaten omdat in de genoemde situatie geen gevaarpunten achter het sein liggen zoals wissels, een gelijkvloerse kruising met een ander spoor of een beweegbare brug. Dat er een tegemoetkomende trein op hetzelfde spoor rijdt is in principe niet mogelijk.
Als een stoptonend sein niet-permissief is, dan mag de treinbestuurder of machinist het alléén passeren als hij van de treindienstleider een aanwijzing stoptonend sein krijgt. Ook dan moet hij 'op zicht' rijden. Niet-permissieve seinen zijn meestal door de treindienstleider bediende seinen en staan voor gevaarpunten zoals een wissel(straat) of een beweegbare brug. Seinen die een bijzonder gevaarpunt dekken - bijvoorbeeld een overloopwissel of aansluiting op de vrije baan - zijn met een apart bord gemarkeerd.

## Regels voor stoptonende seinen in België
In België wordt een sein dat stoppen oplegt een 'gesloten sein' genoemd. Het passeren van een rood sein met toelating van de verkeersleiding, bijvoorbeeld bij een seinstoring, wordt in vakjargon een 'seinoverschrijding' genoemd, een niet-toegelaten passage wordt aangeduid als 'seinvoorbijrijding'.

### Permissieve seinen
Ook in België wordt er een verschil gemaakt tussen permissieve seinen en andere seinen, ook wel beheerde seinen genoemd.
Een permissief sein is herkenbaar aan de naam, die altijd begint met de letter A, B, AX of BX, gevolgd door het kilometerpunt waarop het sein zich bevindt. De handeling die een machinist moet uitvoeren bij het ontmoeten van een gesloten permissief sein, hangt af van de situatie ter plaatse.

#### Overschrijdingskroon
Het permissief sein is voorzien van een 'overschrijdingskroon' op de seinpaal. Dit betekent dat er voorbij het sein geen overwegen zijn, of dat de goede werking van die overwegen niet van invloed is op de stand van het sein. De bestuurder noteert de identificatie van het gesloten sein op zijn werkdocument, overschrijdt het sein en moet op zicht rijden tot aan het eerstvolgende stopsein.

#### Kast met rode banden
Het permissief sein is voorzien van een 'kastje met rode banden' op de seinpaal. Dit betekent dat er voorbij het sein één of meerdere overwegen zijn. Indien de overwegen gestoord zijn, zal het sein na doorrit van de laatste trein dicht blijven. De machinist gaat naar het kastje, waarin een boekje ligt met uitscheurbare formulieren S379. Op dit formulier zijn in volgorde van ontmoeten alle overwegen aangeduid die door dit sein worden afgedekt. De bestuurder duidt de identificatie van het permissief sein aan op zijn werkdocument en voegt het formulier S379 hieraan toe. Vervolgens overschrijdt hij het sein en moet op zicht rijden tot aan het eerstvolgende stopsein. Bij alle overwegen vermeld op het formulier S379 moet hij stoppen, fluiten of claxonneren en de overweg overschrijden met 5 km/h tot het eerste voertuig van de trein de overweg heeft vrijgemaakt.

#### Overschrijdingslicht
Het permissief sein is voorzien van een 'kastje met rode banden' en een 'overschrijdingslicht'. Dit betekent dat er voorbij het sein één of meerdere overwegen zijn. Indien de overwegen gestoord zijn, zal het sein na doorrit van de laatste trein dicht blijven. Het overschrijdingslicht is gedoofd. De bestuurder moet handelen zoals beschreven onder 'kastje met rode banden'. Indien het sein gesloten staat door een andere reden dan een gestoorde overweg, zal het overschrijdingslicht ontstoken zijn. De bestuurder mag handelen zoals beschreven onder 'overschrijdingskroon', het kastje met rode banden mag in dit geval genegeerd worden. Het overschrijdingslicht wordt vaak geplaatst op belangrijke lijnen of op permissieve seinen waarachter zich een groot aantal overwegen bevindt, om ernstige vertragingen en opstopping te kunnen beperken.

### Beheerde stopseinen
Beheerde seinen zijn seinen die aangestuurd worden vanuit een blokpost of een seinhuis. Dit zijn seinen die bijvoorbeeld een wisselrooster afdekken of die zich bevinden op een plaats waar het gebruik van permissieve seinen om technische of exploitatieredenen niet mogelijk of niet gewenst is. Beheerde seinen zijn te herkennen aan hun identificatieplaat, met daarop een identificatieletter of een lettercombinatie (alle letters mogelijk behalve A en B) en het cijfer van de beherende seinpost, gescheiden door een punt. Een beheerd sein mag door een machinist slechts overschreden worden na nadrukkelijke toelating van de verkeersleiding.

#### Kast met rode T
Op de seinpaal van veruit de meeste beheerde seinen bevindt zich een 'kast met rode banden en rode T'. Indien een machinist langere tijd wordt opgehouden aan het gesloten sein of als hij hiertoe opdracht krijgt van de verkeersleiding, gaat hij naar deze kast. Daar is een seintelefoon die in rechtstreekse verbinding staat met de beherende seinpost. Ook bevinden er zich, afhankelijk van het aantal mogelijke wisselstraten en seinbeelden, één of meerdere genummerde boekjes met uitscheurbare formulieren S422 (seinoverschrijdingsformulier). Volgens procedure S422 zal de verkeersleider, na het nemen van de nodige veiligheidsmaatregelen, aan de bestuurder vertellen uit welk boekje hij een formulier moet nemen. De verkeersleider en de bestuurder zullen het formulier overlopen, zodat beiden zeker weten dat de juiste veiligheidsmaatregelen genomen zijn en het juiste formulier gebruikt wordt. Het formulier S422 voor seinoverschrijding kan gecombineerd zijn met een formulier S378 (bevel tot rijden op zicht) of een formulier S379 (bevel tot overschrijden van overwegen met 5 km/h). Ook het veranderen van regime (normaal- naar tegenspoor en terug) of van aard (van grote beweging naar kleine beweging of terug) kan met de procedure S422 worden opgelegd. In deze gevallen vraagt de verkeersleider de bestuurder naar zijn depotnummer (regimeverandering) of zijn dienstnummer (verandering van aard) om diens aandacht hierop te vestigen. De procedure S422 moet verplicht uitgevoerd worden via de seintelefoon van het te overschrijden sein, dit om verwarring tussen verschillende seinen te voorkomen.

#### Van hand-tot-hand
Indien een beheerd sein zich op beperkte afstand van een seinpost bevindt (doorgaans op 100 meter of minder), of indien het technisch niet mogelijk is (seinen hangen op een seinbrug of seingalg, seinen staan op een perron), kan men besluiten geen 'kast met rode T' te plaatsen. In dit geval zal de machinist zich per GSM of GSM-R melden bij de seinpost, of hij loopt erheen. Na het nemen van de nodige maatregelen zal de verkeersleider de bestuurder een formulier 'S422 van-hand-tot-hand' overhandigen. Dit formulier mag slechts afgeleverd worden nadat alle veiligheidsmaatregelen genomen zijn en nadat eventuele andere formulieren (bijv. S379 voor overwegen) zijn overhandigd. Op het formulier staan alle maatregelen vermeld die de machinist moet nemen met betrekking tot de seinoverschrijding, zoals de te volgen aard of regime, de begrenzing van een spoor buiten dienst of andere bijzonderheden. Naargelang de concentratie van de Belgische seinhuizen gestaag vordert en de afstand tot een seinhuis in veel gevallen groter wordt, komen seinen zonder seintelefoon steeds minder voor. Voor sommige gevallen, zoals het overschrijden van een 'rood mobiel sein' (rode vlag, rode lamp of rood bord) of voor een 'niet-beseinde reisweg' is een formulier van hand-tot-hand de enige legitieme manier.

#### Overschrijdingslicht
Op moderne, met computertechnologie aangestuurde seinposten, bestaan er meer mogelijkheden om verschillende storingen van elkaar te onderscheiden, iets wat met de oude relaistechnologie nog niet mogelijk was. Omdat het bij veel storingen (bijv. defecte seinlampen) perfect mogelijk is om een trein te laten rijden, worden sommige seinen, indien de exploitatie dit toelaat, voorzien van een overschrijdingslicht. De verkeersleider heeft in specifieke gevallen de mogelijkheid om het overschrijdingslicht te ontsteken. De bestuurder zal in dit geval handelen zoals hij ook handelt bij een permissief sein met een overschrijdingskroon.

## Borden die onder lichtseinen geplaatst kunnen zijn

Bord met P. Dit bord geeft aan dat het lichtsein een permissief sein is en dus langzaam voorbijgereden mag worden als het sein rood licht uitstraalt. Zie bovenstaande tekst voor meer uitleg. Wordt gebruikt in Nederland.
Dit Belgische bord wordt wel 'overschrijdingskroon' of 'kokarde' genoemd. Het heeft een vergelijkbare betekenis als het Nederlandse bord met een P.
Bord dat aangeeft dat achter dit lichtsein een bijzonder gevaarpunt ligt, bijvoorbeeld een wissel. Wordt gebruikt in Nederland.

## Verwijzingen
1. ↑  Alle Nederlandse spoorwegseinen staan in bijlage 4 van de Regeling spoorverkeer. Zie hoofdstuk 6 voor een beschrijving van borden die stopopdrachten geven. In de hoofdstukken 8 en 13 staan ook nog enkele seinen die stopopdrachten geven.
2. ↑  Regeling Spoorverkeer, artikel 33.
3. ↑  Een dergelijke regeling is in veel andere landen van toepassing, zo ook in België. In de Verenigde Staten, waar de betekenis van seinen overigens per spoorwegmaatschappij verschilt, wordt de betekenis van een rood sein vaak omschreven als 'stop and proceed' (stop en ga verder). Ook in dit land moet dan op zicht gereden worden.